# Erik Marchand
Erik Marchand, né le 2 octobre 1955 à Paris, est un chanteur et musicien français de culture bretonne.
Formé au chant dans les années 1970 par Manuel Kerjean, Marcel Guilloux, Yann-Fañch Kemener, il joue également de la clarinette bretonne (treujenn gaol). Citoyen du monde engagé, fondateur et directeur de la Kreiz Breizh Akademi, il œuvre pour le collectage, la transmission musicale et l'ouverture sur le monde, multipliant les expériences pour une musique populaire à la fois enracinée et favorable aux mélanges (musique roumaine du Taraf de Caransebeș, électrique avec Rodolphe Burger, ex-leader du groupe rock Kat Onoma, jazz avec Jacques Pellen...).
En portant la musique de son pays sur les fronts musicaux de l'est, il est l'un de ceux qui auront le plus contribué à faire figurer la Bretagne sur la carte géographique d'une Europe réunifiée.

## Biographie

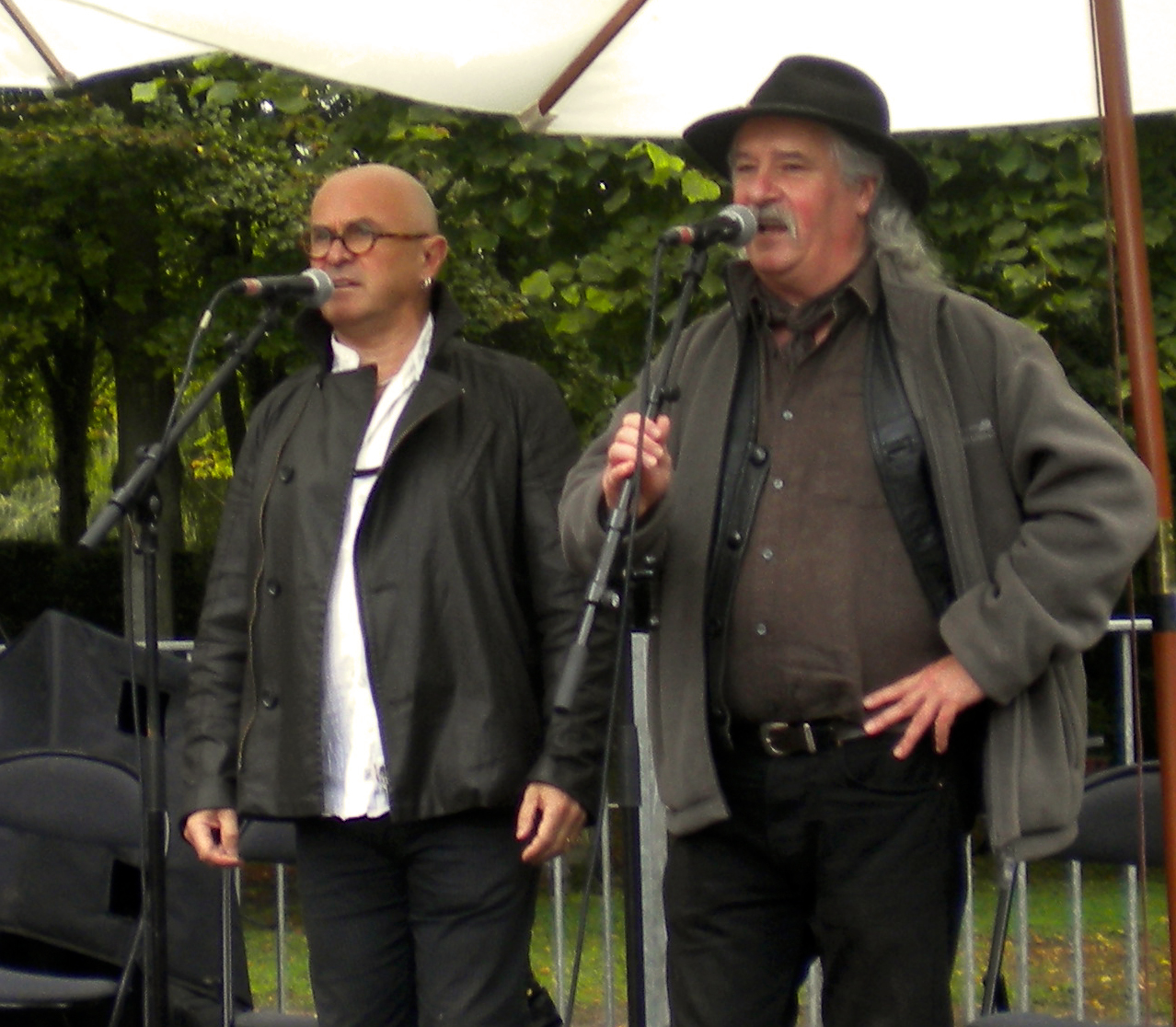
Kan ha diskan avec Yann-Fañch Kemener (à gauche) à Villarceaux (Val-d'Oise) en 2011.

### Révélations
Erik Marchand naît à Paris, d'une mère périgourdo-alsacienne et d'un père gallo-lorrain. D'une famille originaire de Quelneuc (les sœurs Réminiac du pays de Redon), il vit son enfance entre un grand-père qui chante et un père guitariste. Amateur de musiques du monde, le jeune Parisien aux racines aussi bien alsaciennes et périgourdaines que bretonnes, découvre adolescent un enregistrement de fest-noz que son père possède (En passant par la Bretagne, du kan ha diskan par Eugène Grenel et Albert Bolloré). C'est le déclic. Il commence par enregistrer les chanteurs de sa famille, autour de Quelneuc. Collecteur de paroles de chants bretons, il travaille dans ce cadre à partir de 1976 pour Dastum. Fasciné par les gwerzioù qu'il entend, il décide de les interpréter à son tour.
En pays de Redon, un an après ses cousines Réminiac, victorieuses en 1975, il remporte la prestigieuse Bogue d'or en 1976, avec l'air intitulé Rossignolet du vert bocage. Il chante aussi en gallo dans des festoù-noz parisiens et joue du  biniou dans un cercle celtique. Il commence le kan ha diskan avec Erik Salaün et Yves Castel.

### Kreiz Breizh
En 1975, au lendemain du bac, il s'installe définitivement en Bretagne pour devenir l'un des premiers chanteurs traditionnels professionnels. Il chante en pays gallo avec le duo réputé Gilbert Bourdin et Christian Dautel, puis met le cap sur le mythique Kreiz Breizh et la région de Rostrenen. Manuel Kerjean, qu'il découvre dans un fest-noz à Paris, lui enseigne le chant, la culture et la langue bretonne. Ce grand chanteur du pays Fisel, qu'Erik Marchand appelle « ma mestr » (mon maître), le loge dans sa ferme pour une immersion totale, participant, avec son ami sonneur Patrick Molard, aux travaux des champs. Il rencontre Yann-Fañch Kemener dans le milieu des années soixante-dix. Avec lui, il va écumer les festoù-noz et les représentations. Il enregistre des chants de marin qui l’amèneront à enregistrer avec Cabestan.

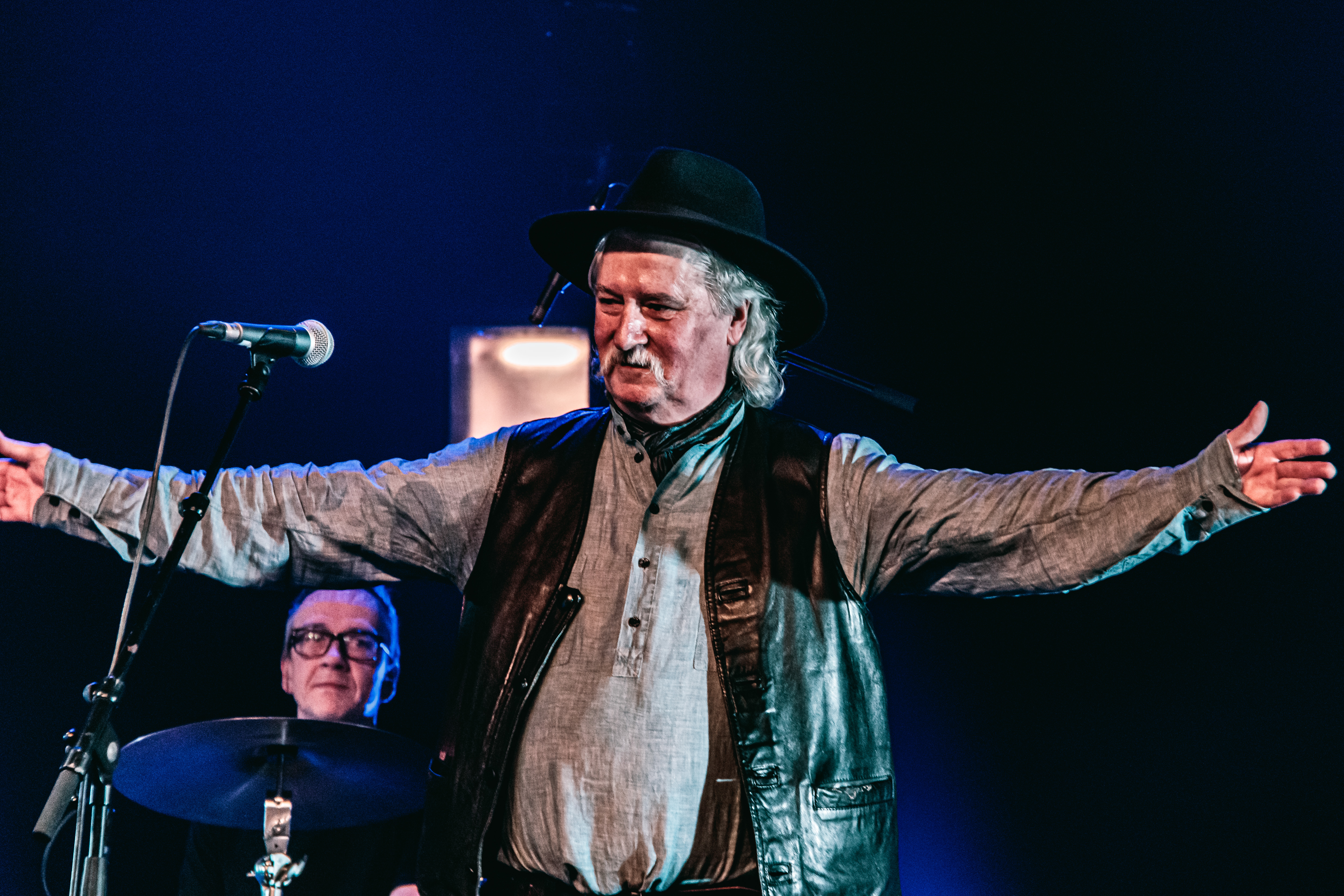
Erik Marchand en formule concert

Un peu touche-à-tout, il pratique la treujenn gaol (clarinette en breton) et passe du chant de marin au disque de chants du Pays gallo. Il participe à la création du groupe Gwerz en 1981. En apportant au chant traditionnel des arrangements inspirés par les formules musicales locales, le groupe élargit l'horizon de la musique bretonne. En quelques années, la formation de ses six musiciens devient quasiment mythique et marque le début du « traditionnel contemporain ». Victime des activités multiples de ses membres, le groupe fait une pause après l'album de 1988 et ne joue que ponctuellement depuis l'album live de 1992. En 1988, il rencontre l'Angevin Titi Robin qui l'aide au collectage musical de Centre-Bretagne. Leur travail est publié sur l'album An Henchoù Treuz (prix de l'Académie Charles-Cros) dans lequel il pose son chant sur l'oud oriental et autres instruments à cordes de Thierry Robin. Ils se produisent également en trio avec le percussionniste rajasthanais Hameed Khan au tabla indien, association qui donne naissance à l'album An Tri Breur. Les percussions du Trio sont ensuite effectuées par Keyvan Chemirani pour le travail rythmique improvisé pour partie. Par la suite, il commence son analyse des modes bretons, afin d'élaborer une sorte de théorie autour de la musique dite « modale » (enchaînement de tons ou demi-tons), des petites notes utilisées en musique orientale mais ignorées en Occident.

### Musique modale
Passionné de voyage, il parcourt l'Amérique du Nord avant de se lancer à la découverte des Balkans. À travers la musique, il trouve toujours un moyen de communiquer lorsqu'il s'agit de sauter les barrières culturelles, se jouer des frontières et des divisions. Plusieurs fois par an, il sillonne l'Europe du Sud-Est, du Banat roumain à l'Albanie ou à la Serbie. Il étudie la musique traditionnelle de la Roumanie et de ses tarafs (orchestres), en passant des mois dans le Banat. Lors des Rencontres internationales de clarinettes populaires à Glomel, dont il est l'initiateur, il approfondit ses échanges et invite plusieurs fois le taraf de Caransebeș, avec qui il fait le disque Sag An Tan Ell (Vers l'autre flamme, du titre de l'écrivain roumain Panait Israti) mêlant sons bretons et sons roumains, aux influences serbes. Avec eux, il tourne un peu partout dans l'Europe de l'Est et du Sud.
Leur collaboration donne lieu à un nouvel enregistrement en 1998, Dor, qui assemble les deux cultures populaires ; la relation similaire qu'ils ont au chant, gwerz et doina exprimant des sentiments mêlés et variant, la danse qui peut mêler une suite de ronde, une danse vannetaise, une polka à une hora, une ritournelle roumaine, un joc de doi, les couleurs roms mariées aux phrasés roumains et bretons... Dans les années 1990, avec Sag An Tan, puis Dor et enfin Pruna où il explore les possibilités de dialogue offertes par les musiques traditionnelles bretonnes et roumaines, Erik Marchand provoque une deuxième révolution musicale : il montre à une génération de Bretons en quête d'ailleurs enracinés, globalisation oblige, que leur musique peut voyager très loin et inspirer des créateurs d'horizons culturels a priori éloignés de la Bretagne.

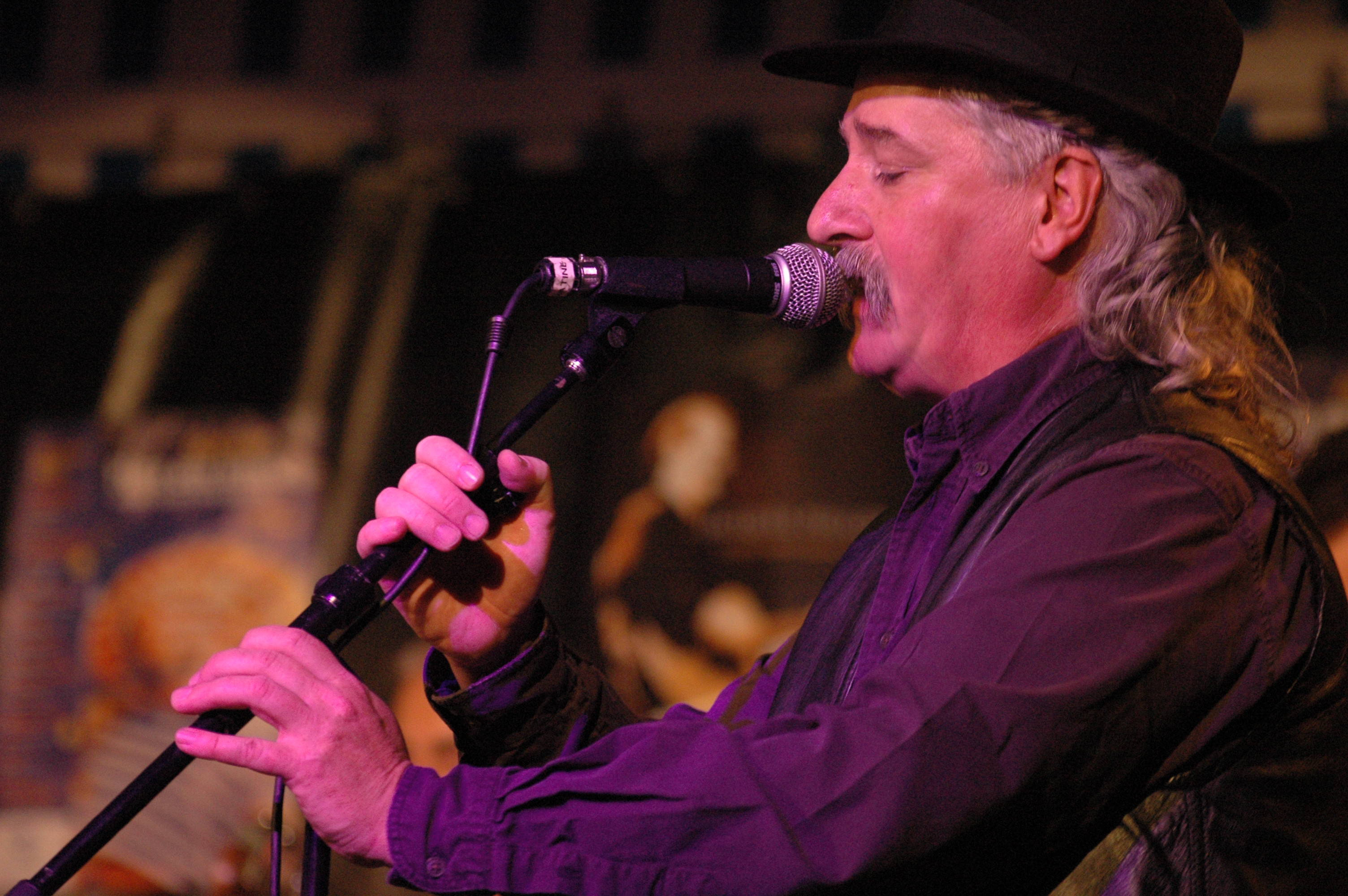
Erik Marchand avec la Celtic Procession de Jacques Pellen le 24 août 2007.

Il évolue également au sein du Quintet de clarinettes (13 et 24 clés) ou en compagnie du guitariste rock metal Rodolphe Burger (album Before Bach), du guitariste jazz Jacques Pellen (Trio, Celtic Procession)... La première personne des Balkaniks avec qui il travaille est le clarinettiste turc Hasan Yarim-Dünia, en compagnie duquel il réalise une création pour le centre culturel Les Arcs de Queven, à laquelle participent Okay Temiz, Thierry Robin, Hameed Khan, le chanteur kurde Temo, des sonneurs bretons. Il s'associe aussi aux percussions du Rajasthanais Ahmed Khan.
Il cofonde en 1993 avec Jacky Molard et dirige le label Gwerz Pladenn (dist. Coop Breizh). La particularité de ce label repose sur la volonté « d'accueillir des musiciens intéressés par une recherche musicale fondée sur une compréhension profonde de la musique bretonne, avec deux impératifs : le souci de la qualité et une réelle production artistique ». Par la suite, il produit des disques de musiques roms et roumaines, pour le label Silex chez Auvidis notamment et devient conseiller artistique. En 1997, il enregistre sur l'album de Christian Duro.
En 1997, Erik fonde un trio en compagnie du guitariste Jacques Pellen (avec qui il avait mené la Celtic Procession) et du trompettiste sarde Paolo Fresu, aux connotations plus jazz pour la recherche d'un swing breton, polyphonie à trois. Il multiplie les expériences musicales, comme l'enregistrement en Corse d'un album consacré au chant a cappella et à la polyphonie par exemple. Ainsi, à la suite du spectacle Kan créé à Brest en 2000, il sort l'album du même nom en 2001 chez BMG avec deux ensembles polyphoniques (sarde et albanais) et deux jeunes femmes représentant les traditions monodiques du Mali et de Galice.

### Années 2000

#### Kreiz Breizh Akademi

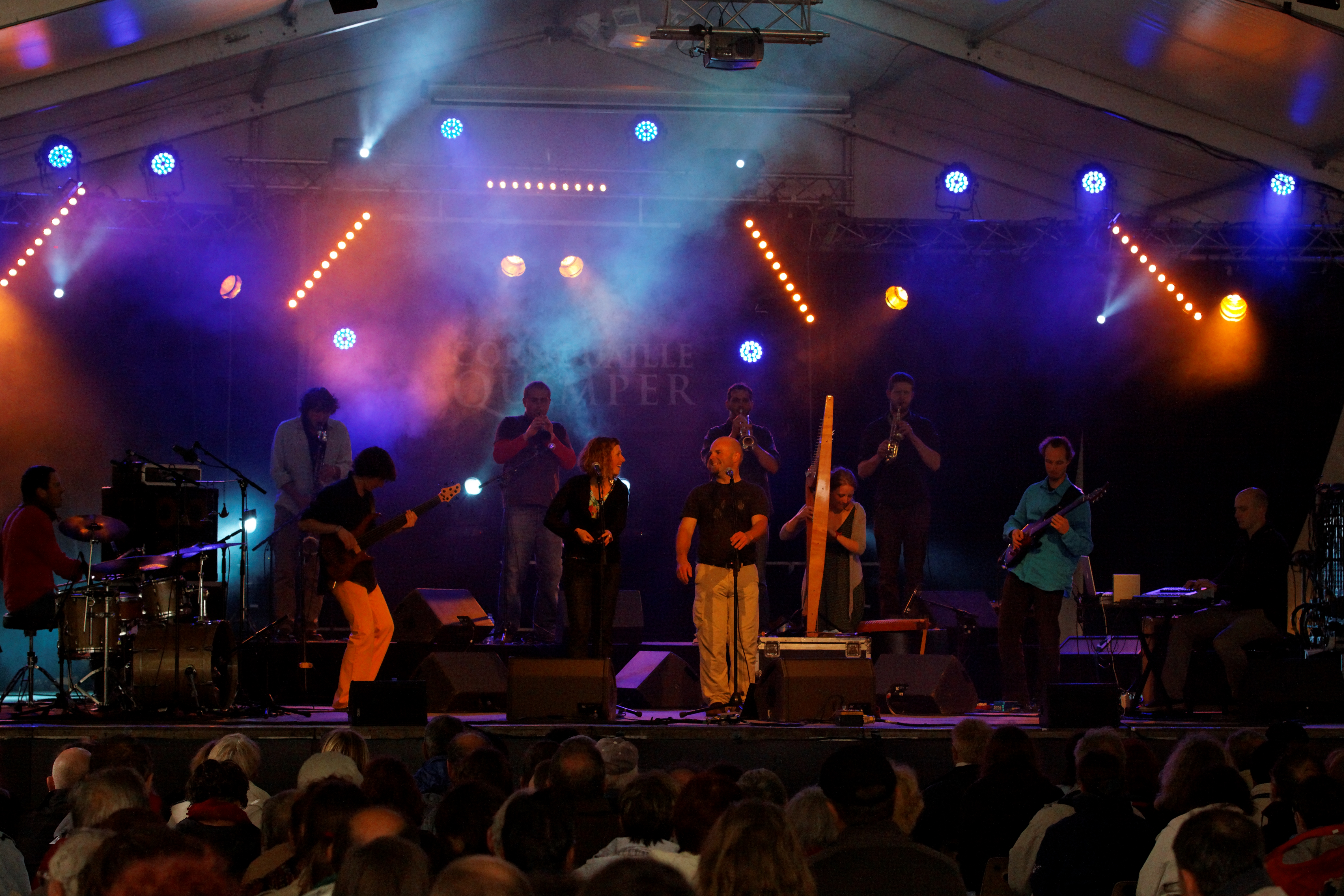
Kreiz Breizh Akademi #3

En 2003, Erik Marchand fonde la Kreiz Breizh Akademi, programme de formation visant à transmettre les règles de la musique modale mais aussi « laboratoire de création » en laissant une liberté d'expérimentation. Ce programme a formé et accompagné 5 collectifs de jeunes musiciens. Utilisant la musique traditionnelle bretonne comme support, il fait intervenir des artistes issus de cultures très variées dont Titi Robin, Ross Daly, Danyel Waro, Mehdi Haddab, Ibrahim Maalouf, Rodolphe Burger ou encore Hélène Labarrière. En 2016, la 6e promotion rassemble 12 musiciens autour de la musique électronique. Après 18 ans à sa tête, il est remplacé par Krismenn en décembre 2021.

##### Norkst
Premier collectif issu de la formation, ce groupe de 16 musiciens, dont les chanteurs Eric Menneteau et Christophe Le Menn, a fait paraître l'album Norkst où le kan-ha-diskan se mêle aux improvisations orientales. Le mot « norkst » transcrit la prononciation centre-bretonne de an orchestr, « l'orchestre ».

##### Izhpenn12
Izhpenn12 (en breton populaire « au-delà de 12 ») rassemble des instruments « délicats » (cordes pincées, frottées, flûtes, percussions) et mêle ouvertement la musique de Basse-Bretagne à celle du Moyen-Orient. Il s'agissait de construire un « répertoire issu de la musique bretonne en utilisant une orchestration innovante encore inconnue en Bretagne ou dans d’autres régions d’Europe de l’Ouest ». Cette formation comprenait notamment la guitariste Hélène Brunet et le violoniste Gabriel Faure.

##### Elektridal
En 2010, il dirige le 3e collectif Kreiz Breizh Akademi rassemblant quinze musiciens, en mettant à l’honneur instruments électriques, percussions, cuivres et langue bretonne. Ils se produisent au festival des Vieilles Charrues, festival de Cornouaille.

#### Innacor et série d'albums

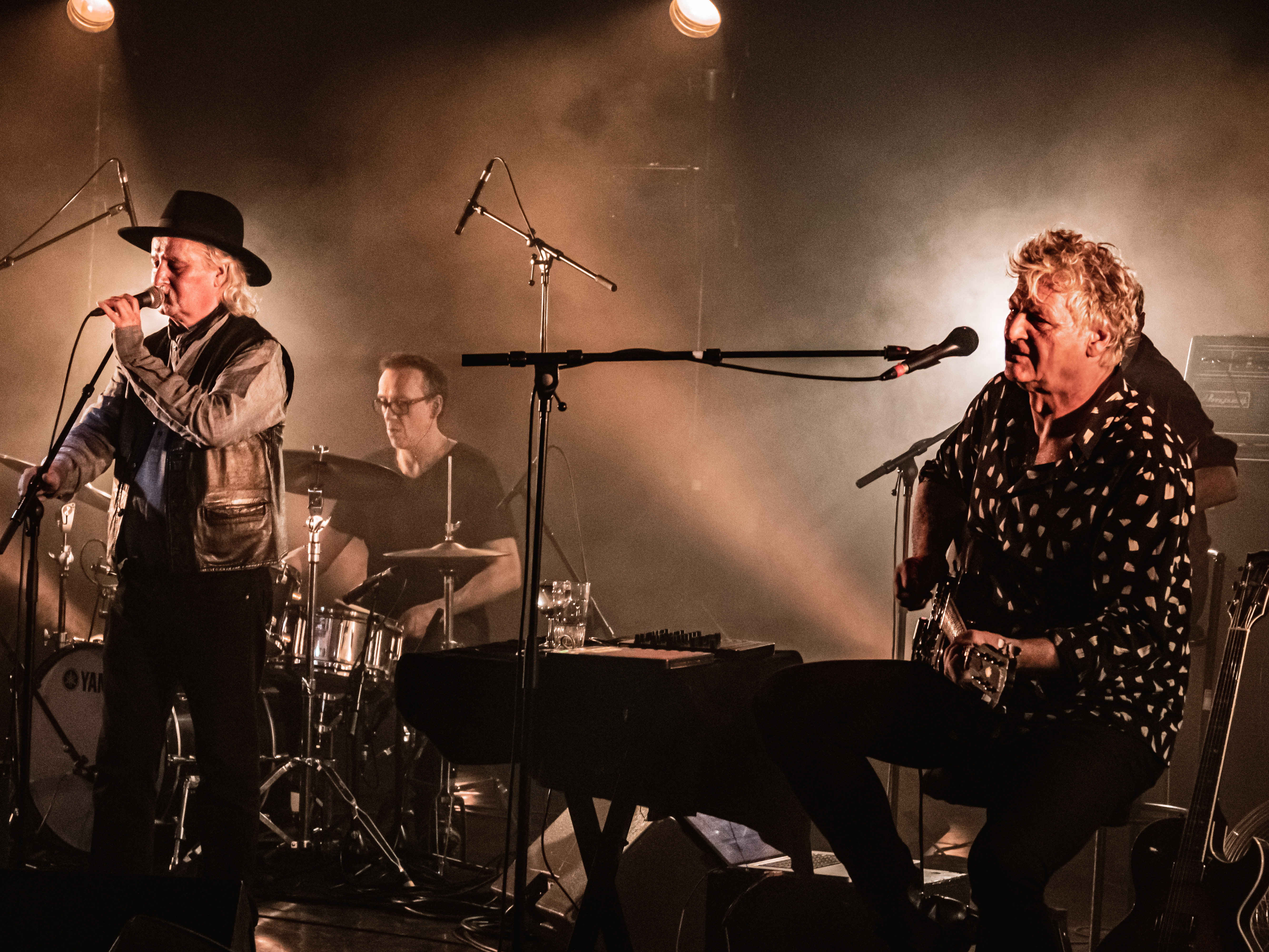
Before Bach avec Rodolphe Burger en 2019.

En 2002, Erik Marchand rencontre Rodolphe Burger avec qui il enregistre l'album Before Bach. Après avoir enregistré et tourné avec sa « tribu » baptisée Les Balkaniks, il retourne en studio en décembre 2005 avec Jacky Molard, Costica Olan et Viorel Tajkuna pour enregistrer l'album Una, daou, tri, chtar, où il reprend notamment la chanson de Jacques Brel Pourquoi ont-ils tué Jaurès. À la même période, toujours avec Jacky Molard, il fonde le label Innacor qui se revendique "haut parleur des cultures de Bretagne et du monde". Il collabore pour la première fois avec Yuna Le Braz (alias DJ Wonderbraz, fille de Dan Ar Braz) en 2006 pour la 29e édition du Festival de cinéma de Douarnenez qui invitait "Les Balkans". Cette rencontre se concrétise en 2012 avec Turbo sans visa, leur création commune. Cette même année, il se produit au sein du sextet AkanA où interviennent ses acolytes de toujours mais également Hélène Labarrière. En 2013, il enregistre l'album Ukronia, dans lequel il revient sur la musique populaire orale du « pays gallo » avant le passage vers la musique savante, jouant sur l'harmonie ancienne et un instrumentarium en partie emprunté aux musiques de la Renaissance (cornet à bouquin, lyra, viole, violone). Il se produit aussi à la Fête de l'Humanité.

## Discographie

### Albums
- 1982 : Chants à danser de Haute-Bretagne avec Gilbert Bourdin et Christian Dautel, Dastum, cassette
- 1985 : Chants à répondre de Haute-Bretagne avec Gilbert Bourdin et Christian Dautel, Le Chasse-Marée, SCM 011, 33 tours
- 1989 : Gwerz Penmarc'h avec Cabestan, Chasse-marée, SCM 016, CD Grand Prix de l’Académie Charles-Cros
- 1990 : An Henchoù Treuz, chants du Centre-Bretagne avec Thierry Robin, AMTA/Ocora, CD, C 559 084, Grand prix de l’Académie Charles-Cros 1990
- 1991 : An tri breur avec Thierry Robin et Hameed Khan , Silex, CD, Y 225008 ƒƒƒƒ Télérama
- 1994 : Sag an tan ell avec le Taraf de Caransebes, Silex, CD, Y 225043, Grand Prix de l’Académie Charles-Cros 1995 et ƒƒƒƒ Télérama
- 1997 : Chansons dorées de Bretagne avec Nolùen Le Buhé, Le Petit ménestrel - Ades / Musidisc, CD, 604182
- 1998 : Dor avec le Taraf de Caransebes, BMG, CD, 74321 588 792 ƒƒƒƒ Télérama, Choc de la Musique, R 10 de Répertoire[30]
- 2001 : Kan avec Kan : l'ensemble de Mallakaster d'Albanie, Le Tenore de Santu Predu en Sardaigne, Fransy Gonzales-Calvo de Galice et Bassey Koné du Mali, BMG, CD,74321 843 752 ƒƒƒ Télérama
- 2004 : Pruna avec Les Balkaniks, Le Chant du Monde, CD, 2741260 ƒƒƒ Télérama
- 2004 : Before Bach avec Rodolphe Burger et Mehdi Haddab, Wagram Music, CD / Réédition en 2011, avec le live du concert de 2004 au Quartz de Brest, Innacor, 2 x CD
- 2006 : 1 2 3 4, Unu daou tri chtar avec Jacky Molard, Costica Olan et Viorel Tajkuna, Innacor, INNA 20261, CD
- 2012 : Ukronia, Innacor, INNA 41215, CD
- 2021 : Glück auf !, avec Rodolphe Burger, Dernière Bande, CD et Vinyle

#### Avec le groupeGwerz
- 1985 : Gwerz, Dastum, DAS 100, 33 tours / Réédition en 1986, sous le titre Gwerz Musique bretonne de toujours..., avec changement de pochette, même référence / réédition en CD en 1997, Ethnéa, ET 8803 AR
- 1988 : Au-delà, Escalibur, deux éditions : 33 tours et CD, BUR 821 et CD 821 Grand prix de l’Académie Charles-Cros 1988
- 1999 : Gwerz live, Gwerz Pladenn, Coop Breizh, CD, GWP 001 / Réédition en 2000, Coop Breizh

#### Avec le Quintet de Clarinettes
- 1989 : 1re Rencontres internationales de la clarinette populaire, PDG. & RKB, K 03, cassette
- 1990 : Musique têtue, CD, Silex, Y225001, Télérama
- 1993 : Bazh du, CD, Silex, Y225031, Diapason d’Or
- 1992 : Compilation, France - Musiques Traditionnelles Aujourd'hui, CD, Silex,Y225991
- 1997 : Réédition, Quintet de clarinettes Breton - Breton clarinet quintet, coffret 2 x CD, Auvidis, Y 225064
- 2000 : Compilation, L'archipel des Musiques Bretonnes, CD + livre, Cité de la Musique / Actes Sud

#### AvecJacques Pellen
- 1998 : Fresu-Pellen-Marchand Trio, Condaghes, Silex, CD, Y 225067, Choc de la Musique
- 1999 : Celtic Procession live / Les Tombées de la nuit, Naïve Records, CD, Silex, Y 225080
- 2003 : Ephemera, Naïve Records, CD, Y 226288

#### AvecKreiz Breizh Akademi(Direction musicale)
- 2006 : Norkst de la Kreiz Breizh Akademi #1, Innacor, INNA 21055
- 2009 : Izhpenn 12 de la Kreiz Breizh Akademi #2, Innacor, INNA 20909[31]
- 2011 : Elektridal de la Kreiz Breizh Akademi #3, Innacor, INNA 21111
- 2015 : 5ed Round de la Kreiz Breizh Akademi #5, Innacor, INNA 11518
- 2017 : Pobl' B'ar Machin[e] de la Kreiz Breizh Akademi #6, L'appentis producteur, app 004
- 2019 : Hed de la Kreiz Breizh Akademi #7, Coop Breizh

### Participations

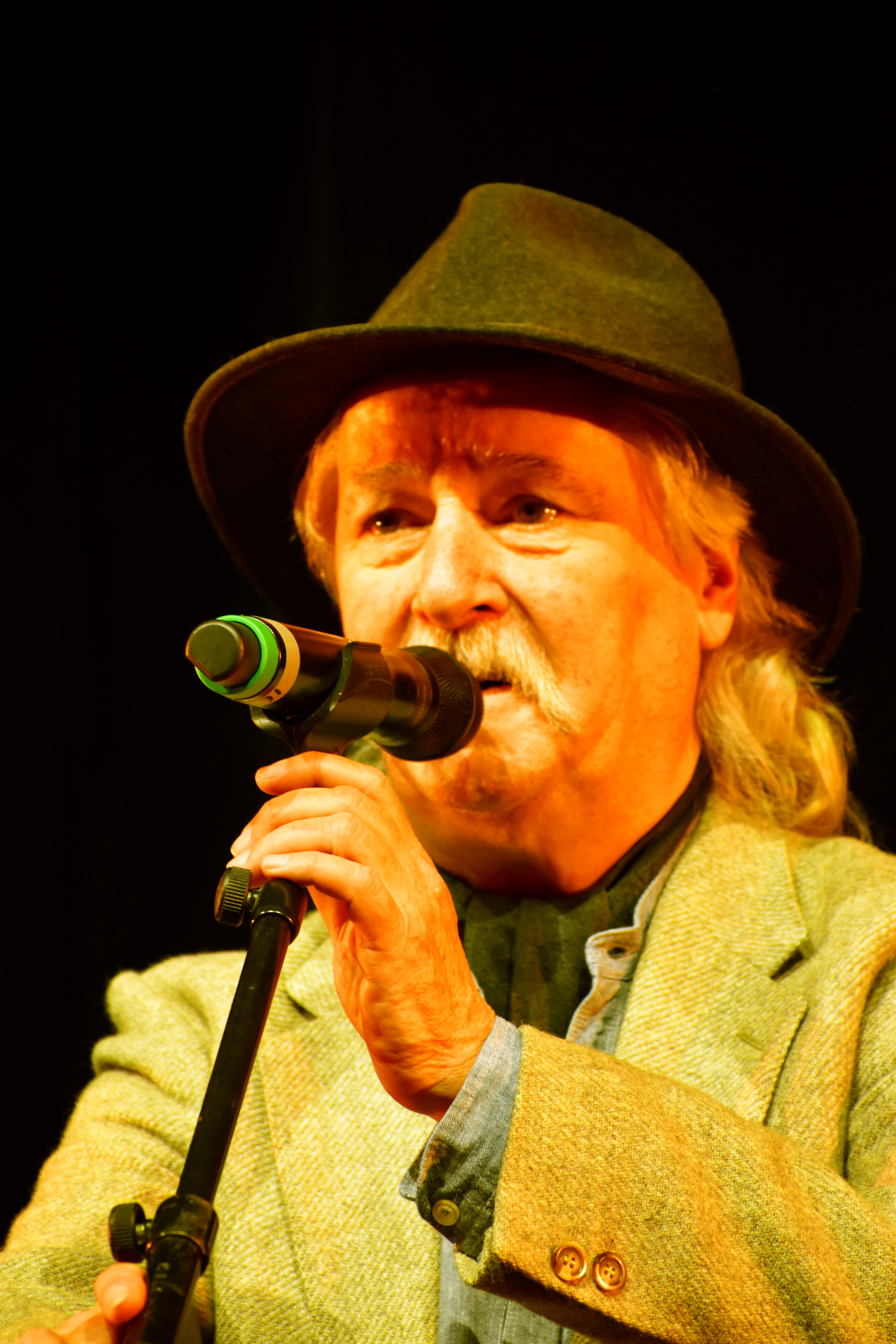
Erik Marchand chantant à Yaouank 2019.

- 1981 : Fest deiz-Fest noz an despunerien - Ba'r C'hastell-nevez da sul Fask (Châteauneuf-du-Faou), ARCOB, SBR 3, cassette
- 1982 : Anthologies des chansons de Mer, Danses et complaintes des Côtes de France, Le Chasse-Marée, SCM 002, 2 X 33 tours
- 1984 : Fest-noz, concours fisel, Mael-Carhaix 1984, avec Manuel Kerjean, Dastum, sans ref.
- 1984 : Anthologie des chansons de mer, vol. III, Chants de bord des baleiniers et long-courriers, Le Chasse-Marée, SCM 003, 2 X 33 tours
- 1986 : Musiciens et chanteurs traditionnels, vol. II, sonneurs de clarinette en Bretagne sonerien treujenn-gaol, Le Chasse-Marée / ArMen / Dastum, SCM 008, 2 X 33 tours / Réédition en 1993, Le Chasse-Marée / ArMen / PDG / Dastum, SCM 025
- 1986 : Chants De Mariniers 5  - Gens De Rivière Et Bateliers Des Fleuves De France, Le Chasse-Marée, SCM 007, 2 X 33 tours
- 1989 : Airs et chants de Gouren, seul clarinette, Dastum, DAS 110, cassette + livret
- 1989 : Les Sources du Barzaz Breizh aujourd’hui, Tradition chantée de Bretagne, Dastum / ArMen, CD + livret, SCM 013 Grand Prix de l’Académie Charles-Cros
- 1990 : avec Christian Duro, 2e Rencontres internationales de la clarinette populaire, P. D. G. & RKB, K 03, cassette
- 1992 : Kan ar Bobl Duod 1992, avec Manuel Kerjean, RKB, NIV 103, cassette
- 1992 : Voix de Bretagne, avec Annie Ebrel et seul, France 3 Ouest/Le Quartz, CD, RSCD 205
- 1993 : Fête Plin du Danouet, Brourbriac 1993, avec Yann-Fañch Kemener, Dastum, DAS 120, cassette + livret
- 1994 : Fañch ha Fisel, Danses du centre Bretagne, avec Manuel Kerjean, Skol Sonerez Bro Rostren, SSR 01, cassette
- 1995 : Fest-noz de Kleg (festival de Cléguérec), avec Annie Ebrel, Ciré Jaune, CD, KLEG 01
- 1996 : Bogue d'or, Mémoire de notre peuple, GCBPV, BO CD 01, CD + livret (enregistrement de 1976)
- 1997 : Fest-deiz - Fest-noz du Printemps de Châteauneuf, avec Manuel Kerjean, Coop Breizh, CD, CD 443
- 1997 : Christian Duro, Sonneur Fisel, Escalibur, PDG, Coop Breizh, CD, CD 872
- 1997 : JO.FE.RO, An dirlipenn, Escalibur, Coop Breizh, CD, CD 873
- 1997 : Kan ha diskan, avec Yann-Fañch Kemener, Coop Breizh, CD, CD 445
- 1998 : 20 Bloaz Diwan, Mouezhiou Breizh, Coop Breizh, Ciré Jaune, Radio France, 2 x CD
- 1999 : Fête du chant de marin, Paimpol 99, Le Chasse-Marée, CD, SCM 043
- 2000 : Roland Becker et l'Orchestre National Breton, Er roue Stevan, L'autre distribution, CD, 2627
- 2004 : Marcel Le Guilloux, Un dewezh 'ba kerc'h Morvan, Coop Breizh, CD, CD 952
- 2004 : Keyvan Chemirani, Le Rythme de la parole, Accords Croisés, CD, AC 104
- 2008 : Manuel Kerjean, Grands interprètes de Bretagne, Dastum, CD, DAS 153
- 2011 : Breizh Balkanik, avec le Bagad Kemper, Keltia Musique, CD, KMCD536
- 2012 : Miss Blue, Breizh'N Bass avec Yann-Fañch Kemener, Awena Recordz, CD, DB 11
- 2019 : Chants De Vielles - 15 Années De Plaisirs Partagés, Canada, 2 x CD [ Ami buvons enregistrement de 2014]

### Compilations
- 1989 : Anthologie des chansons de mer - Chants de marins traditionnels, (réédition des vol I à V), Le Chasse-Marée, CD, SCM 014
- 1991 : Anthologie des chansons de mer - Chants de marins traditionnels, (réédition des vol I à V), Le Chasse-Marée, CD, SCM 017
- 1995 : L’Empreinte des Celtes, Silex, CD
- 1995 : Blues de France, Silex
- 1996 : Avec Marcel Le Guilloux, Les Voix Du Monde (Une Anthologie Des Expressions Vocales), Le Chant Du Monde, 3 X CD, CMX 3741010-11-12
- 1997 : Tanz & Folkfest Rudolstadt '97, Heideck, CD
- 1997 : Zic De Rue, Wagram Music, 2 x CD
- 1998 : World Fusion Métissages, Silex
- 1998 : World session 02, WLD
- 1998, Cap Bretagne, BMG
- 1999 : Tous les étés du monde, BMG/Arte
- 2000 : Couleurs Bretagne, BMG
- 2000 : Les Escales Vagabondent, Festival Les Escales, 9ème édition, Les Escales, CD
- 2002 : Musikfestival 2002 Glatt & Verkehrt, ORF, CD [Autriche]
- 2002 : Dastum 30 ans 1972-2002, avec Manuel Kerjean, Dastum, CD, DAS 142
- 2002 : Compilation Musiques Actuelles - Printemps 2002, RFI, CD
- 2005 : French Essentials III: World Music Produced In France, Bureau Export De La Musique Français, 2 x CD
- 2006 : La Bretagne Des Mille Et Une Musiques, Bretagne Nouvelle Vague, CD
- 2001 : In bloom, Bureau export de la musique française
- 2011 : Musiques à bord !
- 2013 : Annie Ebrel, 30 ans de chant, avec Annie Ebrel, Dastum / Auto Production, CD [enregistrement RKB 1985]

### Documentaires
- Trois voix pour un chant : la Gwerz, film d'Alain Gallet (portraits croisés d'Erik Marchand, Yann-Fañch Kemener et Denez Prigent), 1994, Lazennec Productions - France 3, 52 min.